# Miseration
Miseration ist eine Death-Metal-Band aus Schweden. Die Band ist bei Lifeforce Records unter Vertrag.

## Geschichte
Die Band wurde 2006 von Jani Stefanovic (Divinefire, Essence Of Sorrow) und Christian Älvestam (Scar Symmetry) gegründet. Die weiteren Musiker rekrutierten sich aus bekannten Bands der schwedischen Szene. Rolf Pilve spielt bei Essence Of Sorrow am Schlagzeug, Johan Ylenstrand spielt Bass bei Crimson Moonlight und Marcus Bertilsson ist Gitarrist von Inevitable End.
Das Album Your Demons Their Angels wurde bei Rivel Records (heute: CM Sweden) veröffentlicht. 2008 wurde Jani Stefanovics Band Divinefire aufgelöst und Christian Älvestam stieg als Sänger bei Scar Symmetry aus. Das Album wurde daraufhin von Lifeforce Records neu aufgelegt. Im ersten Quartal 2009 findet eine Tour durch Zentraleuropa statt, unter anderem mit Stationen auf dem Legacy Fest und beim Elements of Rock.

## Stil
Die Band spielt schnellen, aggressiven Death Metal mit melodischen Elementen und technischen Soli mit Anleihen an die frühe Göteborger Schule. Der Hauptgesang von Christian Älvestam ist tief und guttural, auf „Your Demons, Their Angels“ tritt in Refrains vereinzelter Stücke melodiöser Klargesang auf. Sinfonische Keyboards stützen dezent das Arrangement.

## Diskografie
- 2006: Your Demons, Their Angels (Rivel Records; 2009 Neuauflage bei Lifeforce Records)
- 2009: The Mirroring Shadow (Lifeforce Records)
- 2012: Tragedy has Spoken (Lifeforce Records)